# Petarde

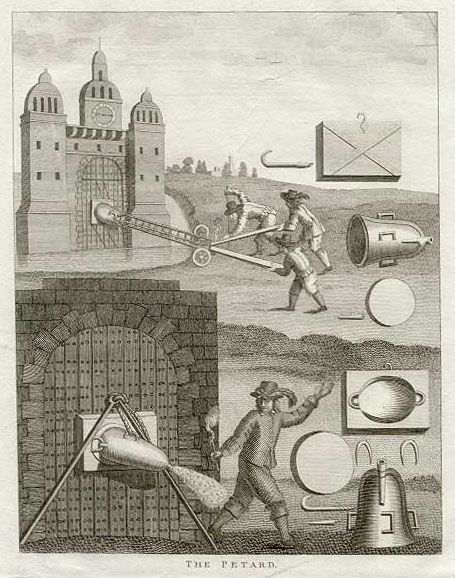
Anbringen einer Petarde an einem Tor mittels fahrbarer Lafette (oben) und Abspreizstangen (unten)

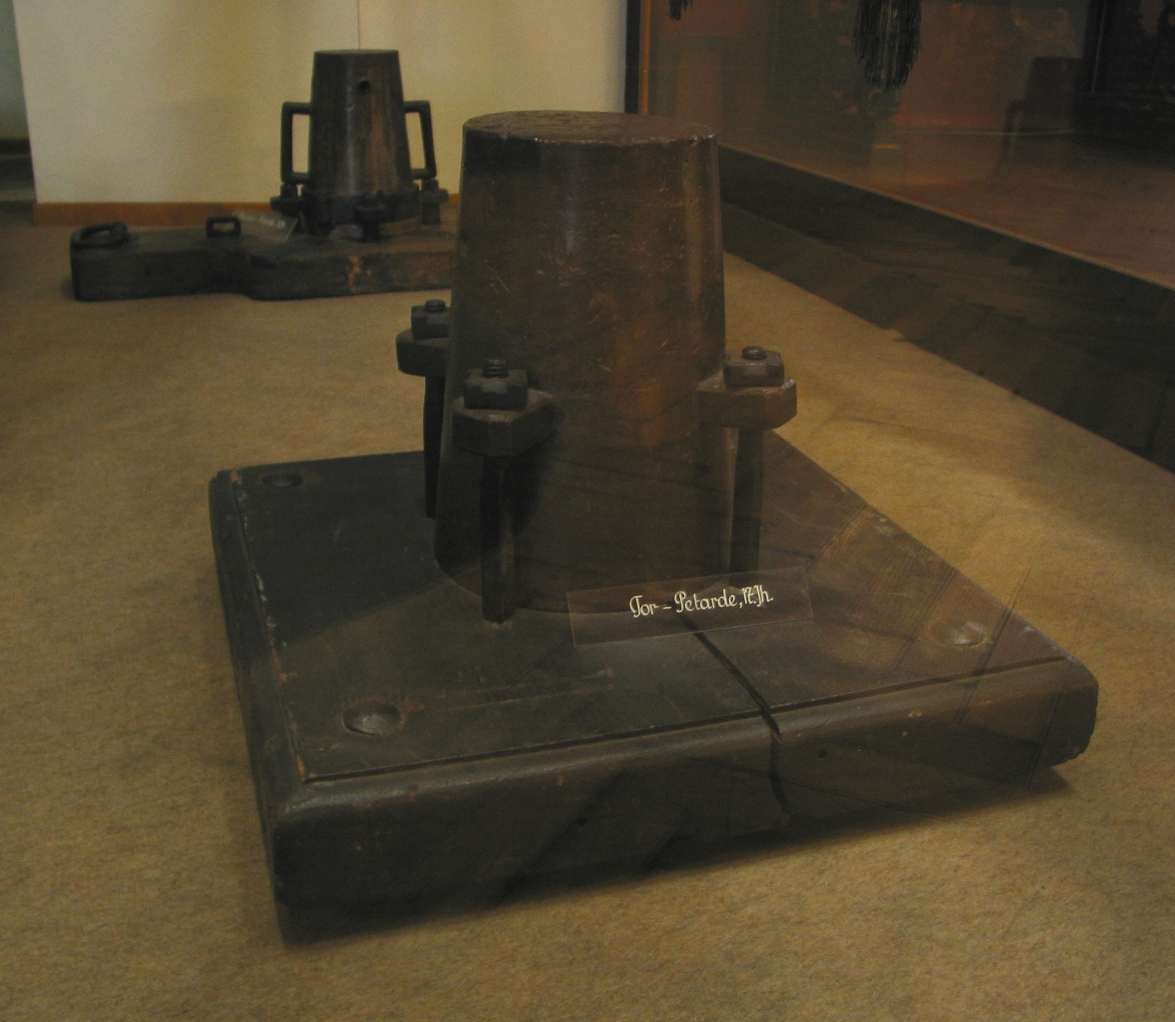
Petarden im Heeresgeschichtlichen Museum Wien

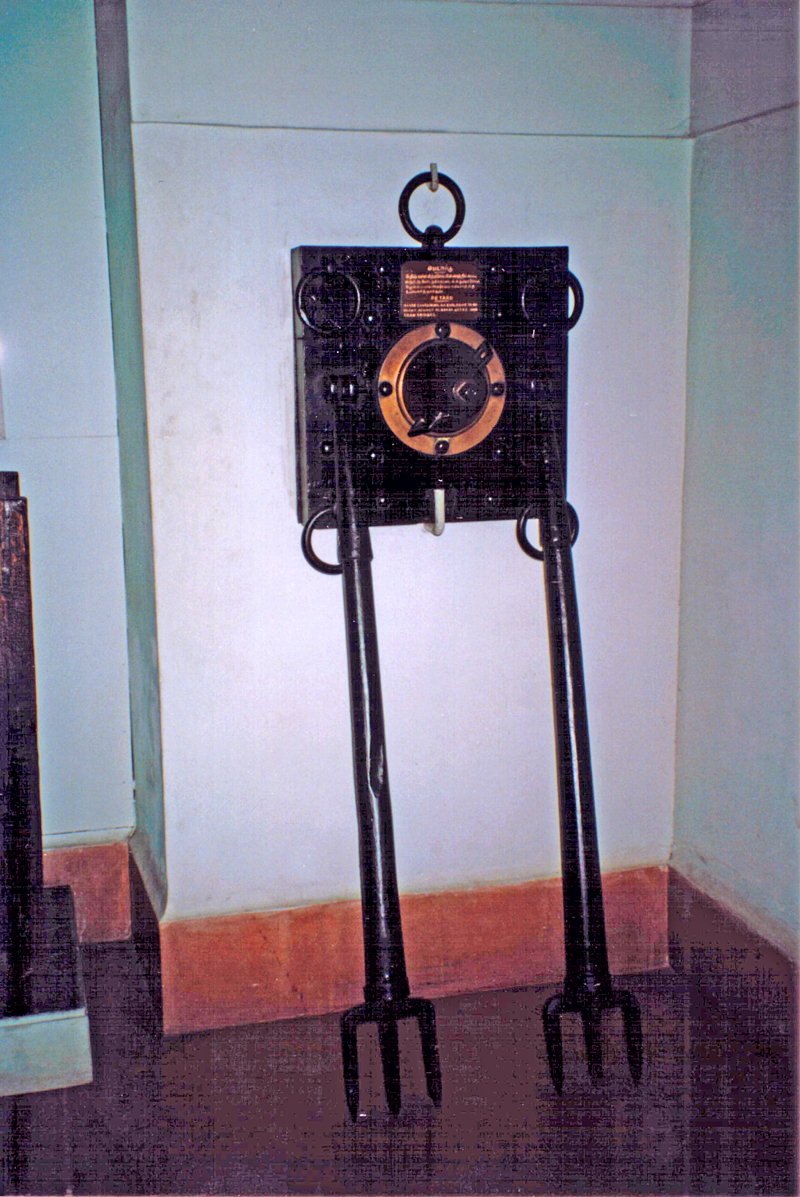
Petarde der britischen Armee mit Madrillbrett und Abspreizstangen

Eine Petarde (fr. pétarde „Knallerei“, „Geknatter“, aus dem mittelfranzösischen péter „furzen“) ist eine militärische Explosivwaffe zum gewaltsamen Aufbrechen von Türen oder Toren an Befestigungsanlagen, zum Umreißen von Palisaden und zur Trennung von Ketten etwa zwischen den Baumstämmen einer Sperre. Daneben wurden Petarden ebenfalls zum Sprengen von Schiffsrümpfen angewandt. Sie wurden im 16. Jahrhundert entwickelt und ab dem 19. Jahrhundert von moderneren Waffen abgelöst.

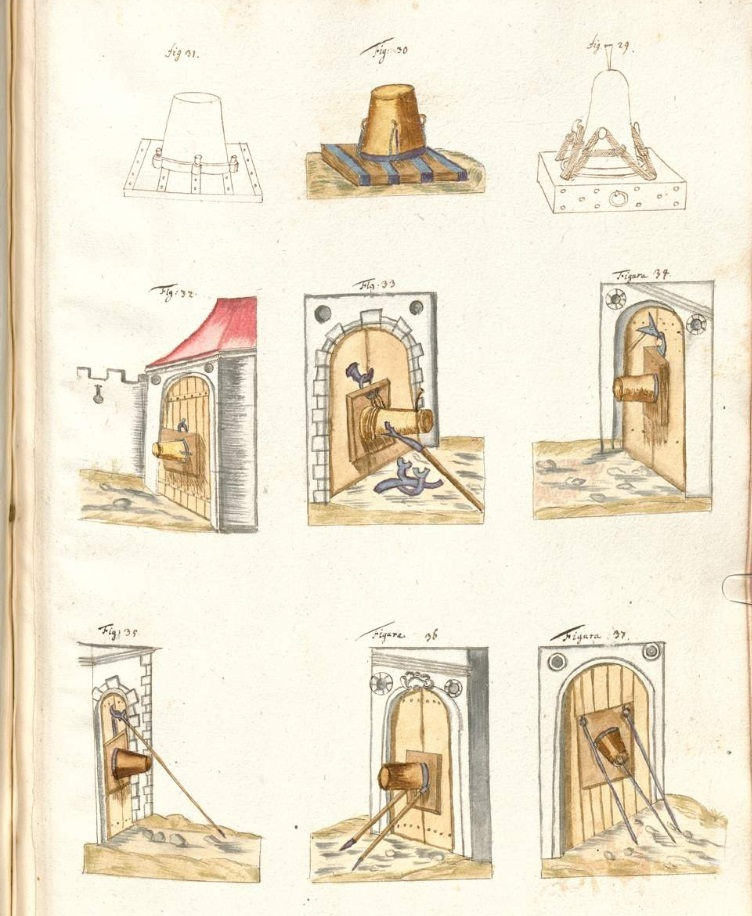
Anwendungsbeispiele einer Petarde

## Beschreibung
Petarden bestanden meist aus einem massiven becherförmigen Behälter mit halbkugeligem Boden aus Bronze oder Schmiedeeisen. Es gab allerdings auch Varianten aus Holz, die zur Verstärkung eng mit Tauwerk umwickelt und außen mit Leder oder Rohhaut bespannt waren. Letztere Variante, deren Aufbau sehr dem der Lederkanonen gleicht, war wohl allerdings nur zum einmaligen Gebrauch geeignet.
In der Konstruktion ähneln Petarden sehr kurzen Mörserläufen. Der Ladungsraum wurde mit feinem, schnell abbrennendem Schwarzpulver bis knapp unterhalb der Mündung gefüllt und mit einem dünnen Holz- oder Bleispiegel, Hanf und Wachs verschlossen. Die Petarde wurde dann direkt mit der Mündung mit drei bis vier Schrauben an den zu durchbrechenden Gegenstand befestigt oder auf ein Madrillbrett geschnallt und davor gehängt. War das Vorhängen nicht möglich, konnte diese auch angelehnt und mit Abspreizstangen gegengelagert werden. Die Ladung wurde durch ein Zündloch im Gefäßboden mittels einer Zündschnur oder später mit einem Radschlossmechanismus über eine Zugleine gezündet. Durch den geringen Abstand zwischen Mündung und zu brechendem Gegenstand kann der Explosionsdruck (Gasdruck) des deflagrierenden (mit Unterschallgeschwindigkeit explosionsartig abbrennenden) Schwarzpulvers direkt auf das Ziel wirken. Das Ergebnis war ein Loch, das erweitert werden konnte, oder die Zertrümmerung der Tür. Wurde der Petarde ein Matrice-Brett vorgelagert, ein längliches Brett, auf dem vorne quer ein langes Dreikanteisen befestigt war, so konnte diese Vorrichtung Palisaden auf der entsprechenden Länge umreißen. Je stabiler die Widerlagerung der Petarde ausgeführt werden konnte, desto größer war deren durchschlagende Wirkung.

## Petardiere
Petardier war die Bezeichnung für die Person, die mit dem Einsatz der Petarde beauftragt und vertraut war. Der erste bekannte Einsatz einer Petarde fand 1584 in Köln und Bonn statt, als die Stadttore mit ihr aufgesprengt wurden. Im Langen Türkenkrieg setzte der kaiserliche Direktor der Artillerie Johann von Pernstein erfolgreich eine von ihm entwickelte Petarde ein. Diese Konstruktion fand als „Pernsteinsche Petarde“ (tschechisch pernštejnska petarda) Eingang in die Militärgeschichte. Die personellen Verluste unter Petardieren waren relativ hoch, da sie direkt an den gegnerischen Verteidigungs- und Sperranlagen operieren mussten, die häufig ungeschützt im Wirkungsbereich der Verteidigungswaffen lagen.

## Museale Rezeption
Petarden werden in zahlreichen Museen mit militärhistorischen Abteilungen gezeigt, unter anderen im Germanischen Nationalmuseum Nürnberg, Schweizerischen Nationalmuseum Zürich, Bernischen Historischen Museum, Museum Veste Coburg oder im Königlich Dänischen Zeughausmuseum in Kopenhagen. Das Heeresgeschichtliche Museum in Wien hat mehrere Petarden aus dem 17. Jahrhundert ausgestellt, darunter  eine Tor- und eine Palisadenpetarde.

## Aktuelle Verwendung der Bezeichnung
Derzeit werden Petarden mit Reibzündung als Silvesterfeuerwerkskörper angefertigt.